# Prêchi-prêcha
Pour plus de détails, voir Fiche technique et Distribution.
Prêchi-prêcha (Mass Appeal) est un film américain réalisé par Glenn Jordan, sorti en 1984.

## Synopsis
Farley, cinquante ans, travaille dans sa paroisse où il est reconnu comme une "star". Il connaît tous les sermons. Mais il connaît aussi tous les problèmes diplomatiques qu'il pourrait y avoir dans un diocèse. Il est victime de la routine et pour contrer à cette routine il prend un petit peu de vin pour pimenter sa vie. Mais un jour, un jeune séminariste rebelle entre dans sa vie et chamboule son train-train quotidien. Ce futur prête va remettre en question sa vie et va lui poser des questions embarrassantes.   

## Fiche technique
- Titre original : Mass Appeal
- Titre français : Prêchi-prêcha
- Réalisation : Glenn Jordan
- Scénario : Bill C. Davis d'après sa pièce
- Photographie : Donald Peterman
- Montage : John Wright
- Musique : Bill Conti
- Pays d'origine : États-Unis
- Genre : drame
- Date de sortie : 1984

## Distribution
- Jack Lemmon : le Père Tim Farley
- Željko Ivanek : Mark Dolson
- Charles Durning : Monseigneur Thomas Burke
- Louise Latham : Margaret
- James Ray : Père De Nicola
- Talia Balsam : Liz Dolson
- Jerry Hardin : Mr Dolson
- Gloria Stuart : Mme Curry

## Récompense
- National Board of Review: Top Ten Films 1984